# AXN Black
Az AXN Black a Sony Pictures Entertainment tulajdonában lévő európai televízióadó, az AXN társcsatornája, amely sci-fi műfajú filmeket, sorozatokat, realityket és dokurealityket, néha animációs filmeket sugároz. Lengyelországban, Csehországban, Szlovákiában, Romániában és Bulgáriában elérhető.
A csatorna elsőként Portugáliában kezdett sugározni 2011. május 9-én. Közép-Európában, többek közt Magyarországon 2013. október 1-jén indult az AXN Sci-Fi helyén.
2017. augusztus 3-án a Sony Pictures Television International (SPTI) bejelentette, hogy 2017 októberében újrapozicionálja és átnevezi Magyarországon az AXN két tematikus adóját. Így az AXN Black helyét 2017. október 3-án hajnali 4 órakor a Sony Movie Channel vette át hazánkban, melyet 2022. március 24-én Viasat Film-re neveztek át.
Magyarországon a csatorna hangja Jakab Csaba volt. aki a Movies 24 hangja is volt 2007-2011-ig.

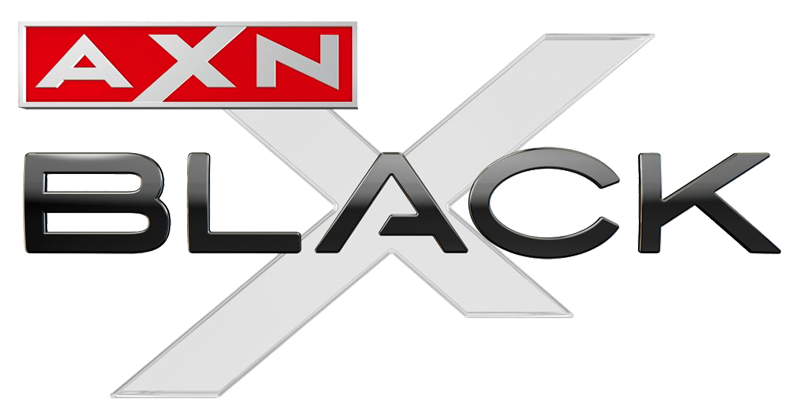
A csatorna korábbi logója